# Maesa gracilis
Maesa gracilis är en viveväxtart som beskrevs av Utteridge. Maesa gracilis ingår i släktet Maesa och familjen viveväxter. Inga underarter finns listade i Catalogue of Life.